# Plinio Sciamanna
Plinio Sciamanna (Pescara, 11 luglio 1987) è un ex rugbista a 15 e allenatore di rugby a 15 italiano.

## Biografia
Pescarese di nascita, arriva a Viadana nel 2004 all'età di 17 anni, giocando nelle giovanili del Rugby Viadana e venendo selezionato nella Nazionale italiana Under-18 per la stagione sportiva 2004-05. Nel 2006 viene convocato per disputare la Coppa del Mondo Under-19 a Dubai, mentre nel 2007 fa parte della Nazionale Under-21 impegnata nel 6 Nazioni di categoria contro le selezioni Under-20 di Francia, Irlanda, Inghilterra, Galles e Scozia.
Nel 2006 debutta in Super 10 con la prima squadra del Viadana, entrando in rosa dalla stagione 2007-08, esordendo in Heineken Cup il 10 novembre 2007 contro il Biarritz. Dal 2007 al 2010 colleziona 6 presenze nelle competizioni europee. Dal 2008 entra in pianta stabile nel gruppo della Nazionale A di Gianluca Guidi, disputando la IRB Nations Cup.
Sempre nel 2008 viene convocato nei gruppo della Nazionale maggiore del C.T. Nick Mallett, senza mai però
scendere in campo.
Nel 2010 confluisce nella franchigia degli Aironi per disputare la Celtic League 2010-2011. Tuttavia, infortunatosi gravemente al collo nel corso della stagione precedente, nella partita di ritorno contro il Rovigo, e nonostante la lunga riabilitazione dopo la doppia operazione, prima in Italia e poi in Francia, per stabilizzare la quarta, la quinta e la sesta vertebra cervicale, viene costretto al ritiro dall'attività agonistica a soli 23 anni.
Terminata prematuramente la carriera da giocatore, rimane all'interno del club lombardo continuando a ricoprire il ruolo di allenatore dell'Under-16 giallo-nera, per poi passare ai Caimani Rugby con i quali centra la promozione in Serie B. Nel 2014 viene nominato dalla FIR assistente allenatore della Nazionale Under-18 con responsabilità per gli avanti. Nella stessa stagione è assistente allenatore di Regan Sue a Viadana e, nel 2016, della Nazionale Emergenti impegnata della World Rugby Nations Cup, nonché responsabile del Viadana Under-18.
Dal 2017, insieme agli impegni federali, ricopre il ruolo di assistente allenatore di mischia e touche presso il Rugby Viadana.